# Sexy Bitch
Sexy Bitch is een nummer van de Franse DJ David Guetta en r&b-zanger en rapper Akon. Het werd op 24 juli 2009 uitgebracht als de tweede single van Guetta's vierde studioalbum One Love, dat op 24 augustus 2009 uitkwam.
Het nummer is de opvolger van When Love Takes Over, dat Guetta's best presterende single is. Vanwege de expliciete inhoud, is er ook de Sexy Chick-versie dat aangepaste songteksten heeft. Critici prezen het nummer en voorspelden een grote hit. Het nummer bereikte al snel de hitlijsten en behaalde in het Verenigd Koninkrijk (in de gecensureerde versie) en Australië al de eerste positie. In beide gevallen versloeg hij I Gotta Feeling van The Black Eyed Peas, een nummer dat hij zelf produceerde. In Nederland steeg het nummer in de tweede week door naar de eerste positie van de tipparade nadat het tot Dancesmash op Radio 538 was verkozen.

## Tracklist

### Eerste download
1. "Sexy Bitch" — 03:15

### Tweede download
1. "Sexy Bitch" (Chuckie & Lil Jon Remix) — 06:00
2. "Sexy Bitch" (Koen Groeneveld Remix) — 07:16
3. "Sexy Bitch" (Koen Groeneveld Remix) [David Guetta Vocal Re-Edit] — 07:31
4. "Sexy Bitch" (Abel Ramos Allanta With Love Mix Remix) — 07:15
5. "Sexy Bitch" (Afrojack Remix) — 04:46
6. "Sexy Bitch" (Extended Version) — 05:11

### Promo-cd 1
1. "Sexy Bitch" — 03:18

### Promo-cd 2
1. "Sexy Bitch" (Radio Edit) — 03:18
2. "Sexy Bitch" (Extended Instrumental) — 05:14
3. "Sexy Bitch" (Extended Version) — 05:14
4. "Sexy Chick" (Extended Version) — 05:14
5. "Sexy Bitch" (Chuckie Remix) — 06:00
6. "Sexy Bitch" (Abel Ramos Remix) — 07:16
7. "Sexy Bitch" (Koen Groeneveld Remix / David Guetta Vocal Re-Edit) — 07:32
8. "Sexy Bitch" (Koen Groeneveld Remix) — 07:17
9. "Sexy Bitch" (Afrojack Remix) — 04:47
10. "Sexy Bitch" (DJ Footloose Remix Instrumental) — 05:47
11. "Sexy Bitch" (DJ Footloose Remix) — 05:47
12. "Sexy Bitch" (Club Version Edit) — 05:14

## Hitnoteringen

### Nederlandse Top 40
| Hitnotering: 29-08-2009 t/m 16-01-2010 | Hitnotering: 29-08-2009 t/m 16-01-2010 | Hitnotering: 29-08-2009 t/m 16-01-2010 | Hitnotering: 29-08-2009 t/m 16-01-2010 | Hitnotering: 29-08-2009 t/m 16-01-2010 | Hitnotering: 29-08-2009 t/m 16-01-2010 | Hitnotering: 29-08-2009 t/m 16-01-2010 | Hitnotering: 29-08-2009 t/m 16-01-2010 | Hitnotering: 29-08-2009 t/m 16-01-2010 | Hitnotering: 29-08-2009 t/m 16-01-2010 | Hitnotering: 29-08-2009 t/m 16-01-2010 | Hitnotering: 29-08-2009 t/m 16-01-2010 | Hitnotering: 29-08-2009 t/m 16-01-2010 | Hitnotering: 29-08-2009 t/m 16-01-2010 | Hitnotering: 29-08-2009 t/m 16-01-2010 | Hitnotering: 29-08-2009 t/m 16-01-2010 | Hitnotering: 29-08-2009 t/m 16-01-2010 | Hitnotering: 29-08-2009 t/m 16-01-2010 | Hitnotering: 29-08-2009 t/m 16-01-2010 | Hitnotering: 29-08-2009 t/m 16-01-2010 | Hitnotering: 29-08-2009 t/m 16-01-2010 | Hitnotering: 29-08-2009 t/m 16-01-2010 | Hitnotering: 29-08-2009 t/m 16-01-2010 |
| Week:                                  | 1                                      | 2                                      | 3                                      | 4                                      | 5                                      | 6                                      | 7                                      | 8                                      | 9                                      | 10                                     | 11                                     | 12                                     | 13                                     | 14                                     | 15                                     | 16                                     | 17                                     | 18                                     | 19                                     | 20                                     | 21                                     |                                        |
| -------------------------------------- | -------------------------------------- | -------------------------------------- | -------------------------------------- | -------------------------------------- | -------------------------------------- | -------------------------------------- | -------------------------------------- | -------------------------------------- | -------------------------------------- | -------------------------------------- | -------------------------------------- | -------------------------------------- | -------------------------------------- | -------------------------------------- | -------------------------------------- | -------------------------------------- | -------------------------------------- | -------------------------------------- | -------------------------------------- | -------------------------------------- | -------------------------------------- | -------------------------------------- |
| Positie:                               | 24                                     | 15                                     | 8                                      | 4                                      | 4                                      | 4                                      | 4                                      | 4                                      | 3                                      | 4                                      | 5                                      | 5                                      | 6                                      | 6                                      | 9                                      | 13                                     | 16                                     | 27                                     | 37                                     | 39                                     | 40                                     | uit                                    |

### NederlandseSingle Top 100
| Positie: | 47 | 36 | 9  | 10 | 7  | 9  | 10 | 9  | 10 | 9  | 10 | 4  | 8  | 10  |
| Week:    | 15 | 16 | 17 | 18 | 19 | 20 | 21 | 22 | 23 | 24 | 25 | 26 | 27 |     |
| Positie: | 24 | 19 | 30 | 39 | 40 | 41 | 45 | 37 | 21 | 48 | 61 | 73 | 75 | uit |

### VlaamseUltratop 50
| Hitnotering: (Week 1 t/m 32) 08-08-2009 t/m 13-03-2010 Hitnotering: (Week 33 t/m 34) 17-04-2010 t/m 24-04-2010 Hitnotering: (Week 35) 08-05-2010 Hitnotering: (Week 36) 07-08-2010 Hitnotering: (Week 37) 08-01-2011 | Hitnotering: (Week 1 t/m 32) 08-08-2009 t/m 13-03-2010 Hitnotering: (Week 33 t/m 34) 17-04-2010 t/m 24-04-2010 Hitnotering: (Week 35) 08-05-2010 Hitnotering: (Week 36) 07-08-2010 Hitnotering: (Week 37) 08-01-2011 | Hitnotering: (Week 1 t/m 32) 08-08-2009 t/m 13-03-2010 Hitnotering: (Week 33 t/m 34) 17-04-2010 t/m 24-04-2010 Hitnotering: (Week 35) 08-05-2010 Hitnotering: (Week 36) 07-08-2010 Hitnotering: (Week 37) 08-01-2011 | Hitnotering: (Week 1 t/m 32) 08-08-2009 t/m 13-03-2010 Hitnotering: (Week 33 t/m 34) 17-04-2010 t/m 24-04-2010 Hitnotering: (Week 35) 08-05-2010 Hitnotering: (Week 36) 07-08-2010 Hitnotering: (Week 37) 08-01-2011 | Hitnotering: (Week 1 t/m 32) 08-08-2009 t/m 13-03-2010 Hitnotering: (Week 33 t/m 34) 17-04-2010 t/m 24-04-2010 Hitnotering: (Week 35) 08-05-2010 Hitnotering: (Week 36) 07-08-2010 Hitnotering: (Week 37) 08-01-2011 | Hitnotering: (Week 1 t/m 32) 08-08-2009 t/m 13-03-2010 Hitnotering: (Week 33 t/m 34) 17-04-2010 t/m 24-04-2010 Hitnotering: (Week 35) 08-05-2010 Hitnotering: (Week 36) 07-08-2010 Hitnotering: (Week 37) 08-01-2011 | Hitnotering: (Week 1 t/m 32) 08-08-2009 t/m 13-03-2010 Hitnotering: (Week 33 t/m 34) 17-04-2010 t/m 24-04-2010 Hitnotering: (Week 35) 08-05-2010 Hitnotering: (Week 36) 07-08-2010 Hitnotering: (Week 37) 08-01-2011 | Hitnotering: (Week 1 t/m 32) 08-08-2009 t/m 13-03-2010 Hitnotering: (Week 33 t/m 34) 17-04-2010 t/m 24-04-2010 Hitnotering: (Week 35) 08-05-2010 Hitnotering: (Week 36) 07-08-2010 Hitnotering: (Week 37) 08-01-2011 | Hitnotering: (Week 1 t/m 32) 08-08-2009 t/m 13-03-2010 Hitnotering: (Week 33 t/m 34) 17-04-2010 t/m 24-04-2010 Hitnotering: (Week 35) 08-05-2010 Hitnotering: (Week 36) 07-08-2010 Hitnotering: (Week 37) 08-01-2011 | Hitnotering: (Week 1 t/m 32) 08-08-2009 t/m 13-03-2010 Hitnotering: (Week 33 t/m 34) 17-04-2010 t/m 24-04-2010 Hitnotering: (Week 35) 08-05-2010 Hitnotering: (Week 36) 07-08-2010 Hitnotering: (Week 37) 08-01-2011 | Hitnotering: (Week 1 t/m 32) 08-08-2009 t/m 13-03-2010 Hitnotering: (Week 33 t/m 34) 17-04-2010 t/m 24-04-2010 Hitnotering: (Week 35) 08-05-2010 Hitnotering: (Week 36) 07-08-2010 Hitnotering: (Week 37) 08-01-2011 | Hitnotering: (Week 1 t/m 32) 08-08-2009 t/m 13-03-2010 Hitnotering: (Week 33 t/m 34) 17-04-2010 t/m 24-04-2010 Hitnotering: (Week 35) 08-05-2010 Hitnotering: (Week 36) 07-08-2010 Hitnotering: (Week 37) 08-01-2011 | Hitnotering: (Week 1 t/m 32) 08-08-2009 t/m 13-03-2010 Hitnotering: (Week 33 t/m 34) 17-04-2010 t/m 24-04-2010 Hitnotering: (Week 35) 08-05-2010 Hitnotering: (Week 36) 07-08-2010 Hitnotering: (Week 37) 08-01-2011 | Hitnotering: (Week 1 t/m 32) 08-08-2009 t/m 13-03-2010 Hitnotering: (Week 33 t/m 34) 17-04-2010 t/m 24-04-2010 Hitnotering: (Week 35) 08-05-2010 Hitnotering: (Week 36) 07-08-2010 Hitnotering: (Week 37) 08-01-2011 | Hitnotering: (Week 1 t/m 32) 08-08-2009 t/m 13-03-2010 Hitnotering: (Week 33 t/m 34) 17-04-2010 t/m 24-04-2010 Hitnotering: (Week 35) 08-05-2010 Hitnotering: (Week 36) 07-08-2010 Hitnotering: (Week 37) 08-01-2011 | Hitnotering: (Week 1 t/m 32) 08-08-2009 t/m 13-03-2010 Hitnotering: (Week 33 t/m 34) 17-04-2010 t/m 24-04-2010 Hitnotering: (Week 35) 08-05-2010 Hitnotering: (Week 36) 07-08-2010 Hitnotering: (Week 37) 08-01-2011 | Hitnotering: (Week 1 t/m 32) 08-08-2009 t/m 13-03-2010 Hitnotering: (Week 33 t/m 34) 17-04-2010 t/m 24-04-2010 Hitnotering: (Week 35) 08-05-2010 Hitnotering: (Week 36) 07-08-2010 Hitnotering: (Week 37) 08-01-2011 | Hitnotering: (Week 1 t/m 32) 08-08-2009 t/m 13-03-2010 Hitnotering: (Week 33 t/m 34) 17-04-2010 t/m 24-04-2010 Hitnotering: (Week 35) 08-05-2010 Hitnotering: (Week 36) 07-08-2010 Hitnotering: (Week 37) 08-01-2011 | Hitnotering: (Week 1 t/m 32) 08-08-2009 t/m 13-03-2010 Hitnotering: (Week 33 t/m 34) 17-04-2010 t/m 24-04-2010 Hitnotering: (Week 35) 08-05-2010 Hitnotering: (Week 36) 07-08-2010 Hitnotering: (Week 37) 08-01-2011 | Hitnotering: (Week 1 t/m 32) 08-08-2009 t/m 13-03-2010 Hitnotering: (Week 33 t/m 34) 17-04-2010 t/m 24-04-2010 Hitnotering: (Week 35) 08-05-2010 Hitnotering: (Week 36) 07-08-2010 Hitnotering: (Week 37) 08-01-2011 | Hitnotering: (Week 1 t/m 32) 08-08-2009 t/m 13-03-2010 Hitnotering: (Week 33 t/m 34) 17-04-2010 t/m 24-04-2010 Hitnotering: (Week 35) 08-05-2010 Hitnotering: (Week 36) 07-08-2010 Hitnotering: (Week 37) 08-01-2011 | Hitnotering: (Week 1 t/m 32) 08-08-2009 t/m 13-03-2010 Hitnotering: (Week 33 t/m 34) 17-04-2010 t/m 24-04-2010 Hitnotering: (Week 35) 08-05-2010 Hitnotering: (Week 36) 07-08-2010 Hitnotering: (Week 37) 08-01-2011 |
| Week: | 1 | 2 | 3 | 4 | 5 | 6 | 7 | 8 | 9 | 10 | 11 | 12 | 13 | 14 | 15 | 16 | 17 | 18 | 19 | 20 | 21 |
| --- | --- | --- | --- | --- | --- | --- | --- | --- | --- | --- | --- | --- | --- | --- | --- | --- | --- | --- | --- | --- | --- |
| Positie: | 5 | 9 | 5 | 3 | 3 | 3 | 3 | 3 | 1 | 2 | 4 | 4 | 3 | 2 | 4 | 10 | 12 | 17 | 15 | 15 | 17 |
| Week: | 22 | 23 | 24 | 25 | 26 | 27 | 28 | 29 | 30 | 31 | 32 | | 33 | 34 | | 35 | | 36 | | 37 | |
| Positie: | 16 | 11 | 24 | 34 | 28 | 36 | 33 | 32 | 45 | 49 | 49 | uit | 41 | 50 | uit | 44 | uit | 48 | uit | 47 | uit |